# Philip Hayes
Philip Hayes (ochrzczony 17 kwietnia 1738 w Oksfordzie, zm. 19 marca 1797 w Londynie) – angielski kompozytor i organista.

## Życiorys
Syn Williama. Muzyki uczył się początkowo u ojca. W 1763 roku uzyskał bakalaureat, a w 1777 roku tytuł doktora muzyki na Uniwersytecie Oksfordzkim. Od 1767 roku był członkiem Chapel Royal. W 1776 roku objął funkcję organisty w New College w Oksfordzie. W 1777 roku objął po ojcu stanowisko organisty Magdalen College i profesora muzyki na Uniwersytecie Oksfordzkim. W 1780 roku zainicjował odbywające się w katedrze św. Pawła w Londynie Festival of the Sons of the Clergy. Od 1790 roku był także organistą St John’s College.
Skomponował m.in. oratorium Prophecy (wyst. Oksford 1781), masque Telemachus, 6 koncertów na instrument klawiszowy (klawesyn, organy lub fortepian), ponadto liczne anthemy, services, psalmy. Zajmował się także działalnością wydawniczą, opublikował dwa zbiory utworów religijnych Williama Boyce’a i dwa zbiory kompozycji swojego ojca.